# Ptychochrominae
Sous-famille
Les Ptychochrominae Sparks & Smith, 2004 sont des Cichlidés endémique de l'île de Madagascar. Toutes ses espèces sont assez peu répandues en aquarium. Elles doivent donc être maintenues dans les meilleures conditions possibles afin de les reproduire et de les diffuser de manière exemplaire.

## Genres
- Katria Stiassny & Sparks, 2006 (une espèce)
- Oxylapia Kiener et Maugé, 1966 (une espèce)
- Ptychochromis Steindachner, 1880 (huit espèces)
- Ptychochromoides Kiener et Maugé, 1966 (trois espèces)

## Soures
- Références
- Phylogénie